# Splatoon
Splatoon (スプラトゥーン Supuratūn?) är ett TV-spel i genrerna tredjepersonsskjutare och 3D-plattformsspel, som utvecklades av Nintendo EAD Group No. 2 och gavs ut av Nintendo till Wii U. Det släpptes den 28 maj 2015 i Japan, den 29 maj 2015 i Nordamerika och Europa och den 30 maj 2015 i Australien och Nya Zeeland. En uppföljare, Splatoon 2, tillkännagavs januari 2017.

## Spelupplägg
Splatoon är en tredjepersonsskjutare som huvudsakligen spelas i online-matcher med upp till åtta spelare uppdelade i två lag, men det finns även ett enspelarläge. Spelare styr figurer som kallas Inklings, och som har förmågan att förvandlas mellan bläckfisk och humanoid. I sina mänskliga former kan Inklings skjuta färgat bläck över omgivningen; spelarens mål är att täcka störst område i sitt eget lags färg innan matchen är över. När spelaren förvandlar sin figur till bläckfisksform kan den snabbt ta sig fram genom att simma genom bläck som har det egna lagets färg; den kan även simma uppför väggar täckta med bläck och genom galler. Genom att simma genom bläcket kan spelaren hålla sig gömd från sina motståndare och fylla på bläck att skjuta senare. Bläck som är i det motstående lagets färg kan inte simmas genom, och tar längre tid att gå genom när spelarfiguren är i mänsklig form.
Spelare kan använda sitt bläck för att stänka ned sina motståndare, vilket får dem att skickas tillbaka till sitt lags startpunkt.
Spelarfigurerna har ett huvudsakligt vapen, såsom en pistol, ett prickskyttegevär, en målarpensel eller en roller; ett sekundärt vapen, såsom en bläckgranat, en bläck-"gardin" eller en "bläckspridare"; och ett tillfälligt specialvapen, inklusive en sköld, en bläcktornado och en raket som släpper ned en flod av bläck från himlen. Specialvapnen kan enbart användas när tillräckligt mycket av området har täckts av bläck. Spelare kan också förändra sin figurs hastighet och andra attribut genom att låta den ha på sig olika kläder.
Två stycken online-flerspelarlägen har tillkännagivits: Turf War, i vilket två lag försöker täcka så mycket som möjligt av arenan i bläck av den egna färgen innan tiden tar slut; och Splat Zones, ett herre på täppan-aktigt läge där lagen försöker ha kontroll över ett område genom att hålla det täckt av bläck under en viss tid. Ytterligare spellägen planeras släppas som uppdateringar efter spelets lansering.
[uppföljning saknas]
I online-lägena kan spelare se en karta över omgivningen på pekskärmen på Wii U-gamepaden, och kan använda kartan till att omedelbart skjuta iväg sin figur till en av sina lagkamrater.

Spelet har stöd för Amiibo-leksaker.

Det finns även ett lokalt flerspelarläge där två spelare tävlar om att spräcka flest ballonger under en viss tid. Den ena spelaren använder TV-skärmen, medan den andra använder skärmen på gamepaden.  I enspelarläget måste spelaren nå slutet på varje nivå, som innehåller plattforms- och pussel-element, och samtidigt slåss mot flera typer av fiender. Medan online-lägena fokuserar på att täcka marken med bläck, fokuserar enspelarläget istället på användning av bläck för att ta sig genom ett område. Spelet har stöd för Amiibo-leksaker föreställande Splatoon-figurer; varje Splatoon-Amiibo låser upp en grupp uppdrag som, när de klaras av, ger spelaren tillgång till ny utrustning samt ett bonus-minispel.

## Utveckling

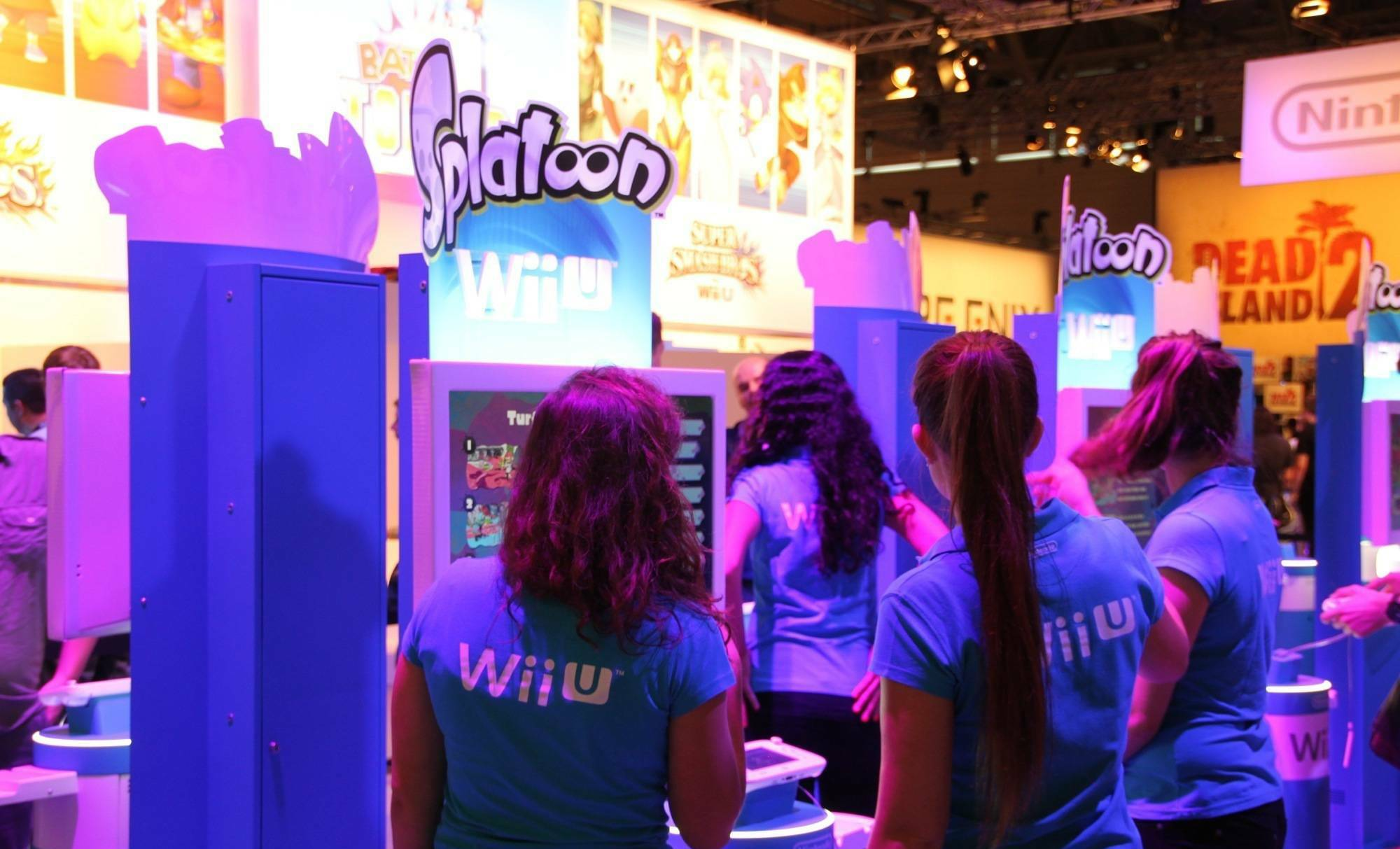
Splatoon visas upp på Gamescom 2014 i Köln.

Splatoon utvecklades av Nintendo EAD. Utvecklingen påbörjades i mitten av 2013, då Shintaro Sato, en av utvecklarna på Animal Crossing-teamet, skapade ett spel där två lag med fyra spelare på varje sida, där spelare försöker täcka så mycket som möjligt av en tom arena med färg. Efter att han fått klartecken att vidareutveckla prototypen, började utvecklingsteamet att utvidga spelkonceptet; de lade till möjligheten att gömma sig i bläck, och ville på något sätt inkludera bläckfiskar.
Efter att ha kommit på olika idéer hade de svårigheter med att få ihop det till ett "enkelt och roligt spel". Shigeru Miyamoto sade till dem att det i det här stadiet inte fanns något som lockar spelare till spelet. De lade till förmågan att gömma sig i bläck, och vertikala element i spelets arenor, men kände fortfarande att spelet inte hade tillräckligt fokus. Spelets art director skissade upp olika förslag till spelarfigurerna, inklusive djur, "macho-män", robotar och Mario, men spelregissörerna ville ha med en spelbar bläckfisk. De behövde också ha en figur som var humanoid för att den skulle kunna hålla i vapen, men trodde inte att en hybrid mellan människa och bläckfisk skulle sälja. I januari 2014 kom de på idén att spelarfiguren skulle kunna förvandlas fram och tillbaka mellan bläckfisk och mänsklig form, vilket ledde till andra idéer såsom att kunna simma genom bläck eller att ta skada av att röra sig genom motståndares bläck. Redan från början hade Wii U-gamepaden funktionen som en karta där spelaren kunde se var dess lag rörde sig.
Teamet som arbetar med spelet består av mycket yngre personer än övriga Nintendo-team. Spelregissören Tsubasa Sakaguchi och producenten Hisashi Nogami sade att de, tillsammans med resten av teamet, spelar förstapersonsskjutare (såsom Call of Duty och Battlefield) och spel på hårdvara som inte kommer från Nintendo, både som en del av deras jobb och för att de "älskar datorspel i allmänhet". Splatoon tillkännagavs i en trailer under Nintendos event på E3 2014, och ett demo för spelet var tillgängligt för personer som besökte E3. Spelets enspelarläge tillkännagavs i en Nintendo Direct-sändning i november 2014.
I april 2015 avslöjade regissören Yusuke Amano att spelet inte skulle innehålla någon "röstchatt", för att undvika den sorts negativitet som finns i andra online-spel och för att ge spelare en "trygg och rumsren miljö" att spela i.

## Utgivning
Nintendo gav ut spelet till Wii U den 28 maj 2015 i Japan, den 29 maj 2015 i Europa och Nordamerika och den 30 maj 2015 i Australien och Nya Zeeland.
I Nordamerika gjordes en bundling, bestående av 32 gigabytes-versionen av Wii U, en digital version av Nintendo Land, samt en nedladdningskod för Splatoon, tillgänglig när spelet lanserades; en liknande bundling, men med en fysisk version av spelet, gjordes tillgänglig i Australien och Nya Zeeland när spelet lanserades, och planeras även släppas i Europa i mitten av juni 2015.
[uppföljning saknas]

## Musik
Soundtrack-albumet Splatoon Original Soundtrack: Splatune gavs ut av Kadokawa Corporation den 21 oktober 2015.

## Annan media
En manga baserad på spelet publicerades i juni 2015-numret av månadstidningen Corocoro Comic.